# Истурис, Аристобуло
Аристобуло Истурис Альмеида (исп. Aristóbulo Iztúriz Almeida; 20 декабря 1946, Кюрипе, Венесуэла — 27 апреля 2021, Каракас) — венесуэльский государственный и политический деятель, учёный, телеведущий, вице-президент Венесуэлы (с 6 января 2016 по 4 января 2017 года).

## Жизнь и карьера
В 1965 году окончил Экспериментальный институт педагогического образования по специальности «Учитель начальной школы», в 1974 году — факультет истории и социальных наук Педагогического института Каракаса. Был профессором Центра исследования развития (исп. Centro de Estudios del Desarrollo, CENDES) Центрального университета Венесуэлы.
В президентство Луиса Эрреры Кампинса (1979—1984) занимался профсоюзной деятельностью, в течение некоторого времени Аристобуло Истурис возглавлял Ассоциацию учителей Венесуэлы (SUMA).
Позже несколько раз избирался в парламент Венесуэлы от левоцентристской партии «Демократическое действие» (АД), представляя федеральный округ (ныне столичный округ). В 1986 году перешёл в левую партию «Радикальное дело».
6 декабря 1992 года Аристобуло Истурис был избран главой муниципалитета Либертадор, фактически мэром Каракаса (сейчас Либертадор входит в Федеральный округ Венесуэлы). На своём посту он инициировал процессы участия граждан в управлении, которые, хотя и были отменены после истечения срока его полномочий в 1995 году, оказали заметное влияние на практику Боливарианской революции Уго Чавеса. Находился на данном посту до 2 января 1996 года, так как не смог переизбраться на следующий срок и проиграл выборы Антонио Ледесме, выдвигавшемуся от его старой партии АД. После своего поражения на выборах работал соведущим аналитической телепрограммы «Чёрное и белое» (Blanco y Negro) на телеканале Globovisión.
В 1998 году вместе с некоторыми другими бывшими членами левого крыла партии «Радикальное дело» Аристобуло Истурис основал новую партию «Отечество для всех», которая в 1998 году на президентских выборах поддерживала Уго Чавеса. На выборах 1999 года стал депутатом и одним из вице-президентов Национального учредительного собрания (Конституционной ассамблеи), созданного для разработки проекта новой, «боливарианской», конституции Венесуэлы.
С 2001 по 2007 годы Аристобуло Истурис занимал пост министра образования, культуры и спорта Венесуэлы в правительстве Чавеса.
В 2008 году Аристобуло Истурис участвовал в выборах мэра Каракаса от «Патриотического альянса», но вновь проиграл выборы Антонио Ледесме. В итоге, вернулся на телевидение в качестве телеведущего — на это раз телеканала VTV.
В 2012 году избран губернатором Ансоатеги.
6 января 2016 года президент Венесуэлы Николас Мадуро назначил Аристобуло Истуриса на пост Вице-президента Венесуэлы. Истурис занимал эту должность до 4 января 2017 года, когда его сменил Тарек Эль-Айссами.
22 сентября 2017 года Канада ввела санкции против 40 официальных лиц Венесуэлы, в том числе Истуриса, по обвинению в нарушении конституционного порядка.
Вновь выдвинулся на пост губернатора Ансоатеги на выборах 2017 года, проиграл члену «Демократического действия» Антонио Баррето Сире.
Умер 27 апреля 2021 года в возрасте 74 лет в результате осложнений после операции на открытом сердце.